# Amata frustulenta
Amata frustulenta är en fjärilsart som beskrevs av Swinhoe 1892. Amata frustulenta ingår i släktet Amata och familjen björnspinnare. Inga underarter finns listade i Catalogue of Life.